# Pape Demba Diop
Pape Demba Diop (Dakar, 4 de septiembre de 2003) es un futbolista senegalés que juega en la demarcación de centrocampista para el R. C. Estrasburgo de la Ligue 1.

## Selección nacional
Hizo su debut con la selección de fútbol de Senegal el 9 de septiembre de 2023 en un partido de clasificación para la Copa Africana de Naciones de 2023 contra Ruanda que finalizó con un resultado de empate a uno tras el gol de Olivier Niyonzima para Ruanda, y de Mamadou Lamine Camara para Senegal.

## Clubes
| Club              | País    | Año       | Partidos | Goles |
| ----------------- | ------- | --------- | -------- | ----- |
| Diambars FC       | Senegal | 2021-2022 | 4        | 1     |
| SV Zulte Waregem  | Bélgica | 2022-2025 | 43       | 7     |
| R. C. Estrasburgo | Francia | 2025-     |          |       |